# Pitfall: The Lost Expedition
Pitfall: The Lost Expedition è un videogioco di tipo avventura dinamica a piattaforme pubblicato in Nord America il 18 febbraio 2004 contemporaneamente per GameCube, PlayStation 2, Xbox e Game Boy Advance; due giorni dopo è stato distribuito in Europa per le stesse piattaforme.
Si tratta del sesto e ultimo capitolo della serie Pitfall.

## Trama
Pitfall Harry, famoso avventuriero e cacciatore di tesori, in questa avventura aiuta la bella archeologa Nicole McAllister a salvare suo padre Kevin, disperso in Sud America. Una tempesta fa precipitare il loro aereo nel mezzo della foresta amazzonica. Presto incontrano Micay, una principessa inca governatrice di El Dorado (nel gioco costruita su Machu Picchu), che chiede l'aiuto di Harry per trovare tutti gli artefatti in modo da poter salvare la sua città e il suo popolo dagli invasori spagnoli, capitanati dal malvagio Jonathan St. Claire, che rivendica il possesso della città.

## Modalità di gioco
A differenza dei precedenti capitoli, The Lost Expedition si presenta come una via di mezzo tra un videogioco a piattaforme e un'avventura dinamica.
Harry in questo capitolo può equipaggiarsi con una lunga serie di oggetti dai vari effetti, e può anche attaccare a mani nude e nuotare. Numerose abilità sono a disposizione del giocatore man mano che Harry recupera le pagine del "Prontuario dell'Avventuriero" (ognuna delle quali sblocca un'abilità). Gli ambienti sono vari, ma molti hanno già familiarità con la serie (foreste, grotte etc.). Tra i numerosi nemici sono presenti alcuni nuovi, come i pirañas, alcuni nemici umani. Sono stati inoltre reintrodotti i coccodrilli, sui quali Harry può saltare per attraversare alcuni corsi d'acqua (come in Pitfall! e Lost Caverns) dove nuotare non è possibile. Dispersi nel gioco ci sono inoltre alcuni esploratori che, se aiutati, ricompenseranno Harry con degli idoli d'oro, che possono venire impiegati come moneta con lo Sciamano (che gestisce un negozio nel quale è possibile comprare alcuni oggetti).
Benché sia attualmente l'ultimo capitolo della serie, nella cronologia risulterebbe il secondo, poiché viene mostrato il primo incontro tra Harry e il puma Quick Claw, che già in Lost Caverns viene presentato come fedele compagno di molte avventure.

### Easter egg
I primi due capitoli della serie, Pitfall! e Pitfall II: Lost Caverns, entrambi nella loro versione originale (Atari 2600), sono presenti come easter egg all'interno del gioco: il primo è possibile giocarlo eseguendo una specifica sequenza di tasti sulla schermata del titolo; il secondo, invece, verrà automaticamente sbloccato una volta ottenuti ed usati tutti gli idoli d'oro. È possibile giocare ad entrambi i titoli in tutte le versioni di The Lost Expedition.

## Versioni
Pitfall: The Lost Expedition è stato pubblicato su sette differenti sistemi:
- GameCube, PlayStation 2, Xbox - pubblicate lo stesso giorno (18 febbraio 2004 in Nord America, 20 febbraio in Europa), queste versioni non presentano alcuna differenza tra loro.
- Game Boy Advance - pubblicata lo stesso giorno delle versioni GC, PS2 e Xbox, questa versione è in grafica bidimensionale e presenta ambienti più o meno differenti (rendendola, in alcuni tratti, più simile a The Mayan Adventure).
- Telefoni cellulari - per numerosi modelli sono usciti tre differenti adattamenti del gioco (tutti lo stesso giorno, 1º aprile 2004), ognuno dei quali basato su una diversa ambientazione delle versioni per console: Pitfall: The Lost Expedition Caves, Pitfall: The Lost Expedition Glacier e Pitfall: The Lost Expedition Jungle.
- PC - pubblicata solo in Nord America il 15 ottobre 2004, questa versione è uguale a quelle per GC, PS2 e Xbox, se non per qualche miglioria grafica.
- Wii - pubblicata il 23 settembre 2008 col titolo Pitfall: The Big Adventure[2] (Pitfall: La Grande Avventura in Italia), non presenta alcuna differenza dalle versioni GC, PS2 e Xbox. In America questa versione venne pubblicata da Activision (che ha anche sviluppato il gioco), mentre in Europa da Fun4All[3].